# Tong Farmhouse
Das Tong Farmhouse ist ein Bauernhaus in der schottischen Ortschaft Tong auf der Hebrideninsel Lewis and Harris. 2007 wurde das Bauwerk in die schottischen Denkmallisten in der Denkmalkategorie C aufgenommen.

## Geschichte
Sowohl die Jahresangabe auf einem Türsturz als auch die Erwähnung im Statistical Account deuten darauf hin, dass das heutige Gebäude im Jahre 1808 errichtet wurde. Möglicherweise entwarf und baute der Steinmetz John Lobban aus Stornoway das Tong Farmhouse. Zunächst handelte es sich jedoch nicht um ein Bauernhaus, sondern um das Pfarrhaus der örtlichen Kirchgemeinde. Am Standort befand sich vermutlich ein um 1760 errichtetes Vorgängerbauwerk. Die auf diesem Gebäude beschriebene Jahresangabe 1738 deutet vermutlich auf die Wiederverwendung von älterem Baumaterial hin. Mit der Verlegung der Pfarrkirche nach Sandwick 1855, wurde das Pfarrhaus profaniert und als Bauernhaus weitergenutzt. Zu dieser Zeit wurden Stallungen an der Rückseite ergänzt. In einem älteren Eintrag sind dem Pfarrhaus acht Acre (mehr als 32.000 Quadratmeter) als zugehörig ausgewiesen. Seit spätestens 1861 hatte Alex Grant die Farm gepachtet und sie bis 1871 auf 100 Acre (rund 40 Hektar) erweitert. Im Zuge der regionalen Bauernproteste gegen Ende der 1910er Jahre, besetzten Bauern den Hof und nutzten ihn. In den Entwicklungsplänen Lord Leverhulmes, welcher die Insel 1918 erworben hatte, spielte Tong keine entscheidende Rolle. Leverhulme überließ den Besetzern daher das Land als Croft. 1923 wurde die Tong Farm verkauft und bis in die 2000er Jahre von derselben Familie bewirtschaftet.
2006 wurde das unbewohnte Gebäude in das schottische Register gefährdeter denkmalgeschützter Bauwerke aufgenommen. Bei einer Begehung im Jahre 2015 wurde der Zustand des Bauernhauses als schlecht bei gleichzeitig moderater Gefährdung eingestuft.

## Beschreibung
Das Tong Farmhouse steht an exponierter Position am Südrand der Ortschaft Tong und überblickt die Broad Bay. Zu Bauzeiten zählte es zu den substantiellsten Gebäuden auf Lewis. Die Fassaden des zweigeschossigen Gebäudes sind mit Harl verputzt. Die südwestexponierte Hauptfassade ist drei Achsen weit. Aus dem schiefergedeckten Satteldach treten auf den äußeren Achsen Walmdachgauben heraus. Zwischen den Gauben ist ein kleines Dachfenster mit gusseisernem Rahmen eingelassen. Aus der rückwärtigen Fassade tritt ein flacher Kreuzgiebel mit giebelständigem Kamin heraus. Die an diesem etwas links der Mitte eingelassenen vierteiligen Sprossenfenster sind die einigen Öffnungen der Fassade. Ein flacher Anbau mit Pultdach entlang der Fassade wurde später ergänzt. Das Hauptdach ist mit wuchtigen giebelständigen Kaminen ausgeführt.